# Centralni nacionalni komitet
Centralni nacionalni komitet Kraljevine Jugoslavije (CNK KJ) bilo je najviše političko tijelo koje je formirao pukovnik Draža Mihailović na Ravnoj gori sredinom kolovoza 1941. kao političko tijelo u okviru Jugoslovenske vojske u otadžbini. Tijekom rata Centralni komitet je stalno proširivan. U njemu su bili ljudi iz vodstva gotovo svih srpskih građanskih stranaka, uključujući i socijaliste.
Centralni Komitet je branio i propagirao ciljeve koji su se ticali isključivo odluka Stevana Moljevića 1942. o budućem uređenju Jugoslavije. Osim Stevana Moljevića, glavni ideolog CNK bio je i književnik Dragiša Vasić.
Na Svetosavskom kongresu u selu Ba u siječnju 1944. odlučeno je da se CNK proširi na predstavnike političkih stranaka, skupina i organizacija okupljenih oko četničkog pokreta, poput Jugoslavenske demokratske narodne zajednice (JDNZ).